# Olaf P. Christensen
Olaf Peder Christensen (28. maj 1928 i Buenos Aires – 6. marts 2012 i Højbjerg) var en dansk erhvervsmand og konservativ politiker. Han var medlem af Århus Byråd fra 1952 frem til 1997, hvor han var rådmand for magistratens 2. afdeling fra 1964 og rådmand for magistratens 5. afdeling fra 1994-1997, samt viceborgmester i 33 år.
Han blev bortadopteret som barn og fandt senere i livet ud af at trafikminister Kjeld Olesen, som han havde forhandlet med i forbindelse med anlæggelse af vejanlæg i Østjylland, var hans halvbror.

## Dekorationer
- Ridder af 1. grad af Dannebrogordenen (31. maj 1991)
- Hjemmeværnets fortjensttegn
- Hæderstegnet for 25 års god tjeneste i Civilforsvaret
- Kommandør af Hvide Roses Orden
- Officer of the Order of the British Empire
- Ærestegn for Fortjenester (Østrig)